# Championnat de France féminin de handball 1983-1984
Navigation
Saison 1982-1983 Saison 1984-1985
Le championnat de France féminin 1983-1984 est la 33e édition du plus haut niveau de handball en France. 
Le titre de champion de France de Nationale 1 est remporté pour la deuxième fois par le Stade français, vingt-huit ans après leur premier titre en 1956. À noter que le Stade français est promu de Nationale II pour cette saison. L'US Dunkerque termine deuxième tandis que le Bordeaux EC, tenant du titre, est quatrième.
Du fait de la création de la Nationale 1B et donc du passage de la Nationale 1A de 18 à 10 clubs, 8 équipes sont reléguées au terme de la saison.

## Première phase
- Qualifié pour la poule haute
- Reversé en poules basses
- T : Tenant du titre
- P : Promu en début de saison

Le classement final de la première phase est :
|   | Équipe                | Pts | J  | G | N | P | Bp  | Bc  | Diff |
| - | --------------------- | --- | -- | - | - | - | --- | --- | ---- |
| 1 | US Dunkerque          | 28  | 10 | 9 | 0 | 1 | 258 | 190 | 68   |
| 2 | Bordeaux EC T         | 28  | 10 | 9 | 0 | 1 | 217 | 181 | 36   |
| 3 | USM Gagny             | 20  | 10 | 5 | 0 | 5 | 183 | 176 | 7    |
| 4 | AS Mantes             | 18  | 10 | 4 | 0 | 6 | 207 | 225 | -18  |
| 5 | Racing Club de France | 14  | 10 | 2 | 0 | 8 | 160 | 197 | -37  |
| 6 | Poitiers EC P         | 12  | 10 | 1 | 0 | 9 | 187 | 243 | -56  |

|   | Équipe              | Pts | J  | G | N | P  | Bp  | Bc  | Diff |
| - | ------------------- | --- | -- | - | - | -- | --- | --- | ---- |
| 1 | ES Besançon         | 26  | 10 | 8 | 0 | 2  | 179 | 152 | 27   |
| 2 | Paris UC            | 25  | 10 | 7 | 1 | 2  | 185 | 157 | 28   |
| 3 | HBC Aix-en-Savoie P | 23  | 10 | 6 | 1 | 3  | 160 | 151 | 9    |
| 4 | ASPTT Strasbourg    | 18  | 10 | 4 | 0 | 6  | 155 | 160 | -5   |
| 5 | Troyes OS           | 18  | 10 | 4 | 0 | 6  | 195 | 206 | -11  |
| 6 | ASPTT Paris P       | 10  | 10 | 0 | 0 | 10 | 143 | 191 | -48  |

|   | Équipe              | Pts | J  | G  | N | P | Bp  | Bc  | Diff |
| - | ------------------- | --- | -- | -- | - | - | --- | --- | ---- |
| 1 | Stade français P    | 30  | 10 | 10 | 0 | 0 | 204 | 142 | 62   |
| 2 | ASUL Vaulx-en-Velin | 23  | 10 | 6  | 1 | 3 | 200 | 177 | 23   |
| 3 | ASPTT Nice          | 22  | 10 | 6  | 0 | 4 | 206 | 210 | -4   |
| 4 | JS Villersexel      | 18  | 10 | 4  | 0 | 6 | 196 | 206 | -10  |
| 5 | ASPTT Bar-le-Duc    | 16  | 10 | 3  | 0 | 7 | 193 | 220 | -27  |
| 6 | Montpellier UC P    | 11  | 10 | 0  | 1 | 9 | 157 | 201 | -44  |

## Phase finale

### Poules basses
- Relégué en Nationale 1B
- P : Promu en début de saison

Le classement final des poules basses est
|   | Équipe                | Pts | J  | G  | N | P | Bp  | Bc  | Diff |
| - | --------------------- | --- | -- | -- | - | - | --- | --- | ---- |
| 1 | ASPTT Nice            | 30  | 10 | 10 | 0 | 0 | 231 | 178 | 53   |
| 2 | HBC Aix-en-Savoie P   | 23  | 10 | 6  | 1 | 3 | 169 | 165 | 4    |
| 3 | AS Mantes             | 19  | 10 | 4  | 1 | 5 | 208 | 210 | -2   |
| 4 | Racing Club de France | 17  | 10 | 3  | 1 | 6 | 170 | 188 | -18  |
| 5 | Montpellier UC P      | 16  | 10 | 3  | 0 | 7 | 192 | 197 | -5   |
| 6 | ASPTT Paris P         | 15  | 10 | 2  | 1 | 7 | 164 | 196 | -32  |

|   | Équipe           | Pts | J  | G | N | P | Bp  | Bc  | Diff |
| - | ---------------- | --- | -- | - | - | - | --- | --- | ---- |
| 1 | USM Gagny        | 28  | 10 | 9 | 0 | 1 | 242 | 184 | 58   |
| 2 | ASPTT Strasbourg | 23  | 10 | 6 | 1 | 3 | 199 | 192 | 7    |
| 3 | ASPTT Bar-le-Duc | 19  | 10 | 4 | 1 | 5 | 218 | 212 | 6    |
| 4 | Poitiers EC P    | 18  | 10 | 3 | 2 | 5 | 186 | 213 | -27  |
| 5 | JS Villersexel   | 17  | 10 | 3 | 1 | 6 | 200 | 212 | -12  |
| 6 | Troyes OS        | 15  | 10 | 2 | 1 | 7 | 201 | 233 | -32  |

### Poule haute
- Champion de France et qualifié pour la C1
- Qualifié pour la C2
- Qualifié pour la C3
- T : Tenant du titre
- P : Promu en début de saison

Le classement final de la poule finale est
|   | Équipe              | Pts | J  | G | N | P | Bp  | Bc  | Diff |
| - | ------------------- | --- | -- | - | - | - | --- | --- | ---- |
| 1 | Stade français P    | 29  | 10 | 7 | 2 | 1 | 186 | 151 | 35   |
| 2 | US Dunkerque        | 24  | 10 | 6 | 2 | 2 | 217 | 189 | 28   |
| 3 | ES Besançon         | 20  | 10 | 4 | 2 | 4 | 158 | 156 | 2    |
| 4 | Bordeaux EC T       | 19  | 10 | 4 | 1 | 5 | 178 | 194 | -16  |
| 5 | ASUL Vaulx-en-Velin | 16  | 10 | 3 | 0 | 7 | 185 | 208 | -23  |
| 6 | Paris UC            | 15  | 10 | 2 | 1 | 7 | 174 | 200 | -26  |

Le Stade français est champion de France et est qualifié pour la Coupe des clubs champions (C1). L'US Dunkerque est qualifié pour la Coupe des coupes (C2) et l'ES Besançon pour la Coupe de l'IHF (C3).

## Effectif du champion de France
L'effectif du Stade français, champion de France, était :
Gardiennes de but
- Marie-Thérèse Bourasseau
- Nicole Gachet

Joueuses de champs
- Josette Roulleau
- Caroline Glain
- Pascale Jacques
- Sylvie Lagarrigue
- Sylvie Lescuras
- Françoise Maniez
- Nathalie Mieszaniek
- Isabelle Piel
- Annie Beuve
- Evelyne Sorel
- Cécile D'Estais
- Catherine Adam

Entraîneur
- Jean-Paul Martinet

## Statistiques et récompenses
C'est finalement la Lyonnaise Brigitte Lapoule qui a fini en tête du classement des meilleures marqueuses de la poule finale de Nationale 1 féminine devant la Dunkerquoise Monique Durand :
| Rang | Joueuse            | Club           | Buts    |
| ---- | ------------------ | -------------- | ------- |
| 1    | Brigitte Lapoule   | ASU Lyon       | 49 buts |
| 2    | Monique Durand     | US Dunkerque   | 39 buts |
| 3    | Florence Sauval    | ES Besançon    | 38 buts |
| 3    | Isabelle Piel      | Stade français | 38 buts |
| 5    | Sylvie Castel      | Bordeaux EC    | 36 buts |
| 5    | Brigitte Mannebach | US Dunkerque   | 36 buts |
| 5    | Sylvie Lagarrigue  | Stade français | 36 buts |
| 8    | Chantal Proot      | US Dunkerque   | 33 buts |
| 9    | Marielle Demouge   | ES Besançon    | 32 buts |
| 10   | Martine Brunel     | ASU Lyon       | 31 buts |
| 10   | Elisabeth Agnoux   | Paris UC       | 31 buts |

Les hauts responsables du Crédit mutuel et de la FFHB ont remis les récompenses suivantes :
- Nathalie Delayat (ES Besançon) le Triangle d'Or, récompensant la meilleure joueuse française de l'exercice 1983-1984 ;
- Sylvie Ollivier (Bordeaux EC) le Triangle d'Argent
- Carole Martin (Troyes OS), Triangle de Bronze.